# فريتز كرايسلر
فريتز كرايسلر (بالألمانية: Fritz Kreisler)‏ (و. 1875 – 1962 م) هو ملحن، وعازف كمان من النمسا . ولد في فيينا
توفي في مدينة نيويورك.

## أعمال بارزة
من أهم أعماله:
- Liebesleid
- Schön Rosmarin
- Alt-Wiener Tanzweisen.

## جوائز
حصل على جوائز منها:
- Ring of Honour of the city Wien.

## روابط خارجية
- فريتز كرايسلر على موقع IMDb (الإنجليزية)
- فريتز كرايسلر على موقع الموسوعة البريطانية (الإنجليزية)
- فريتز كرايسلر على موقع مونزينجر (الألمانية)
- فريتز كرايسلر على موقع ميوزك برينز (الإنجليزية)
- فريتز كرايسلر على موقع قاعدة بيانات برودواي على الإنترنت (الإنجليزية)
- فريتز كرايسلر على موقع إن إن دي بي (الإنجليزية)
- فريتز كرايسلر على موقع أول ميوزيك (الإنجليزية)
- فريتز كرايسلر على موقع ديسكوغز (الإنجليزية)